# Mister Moonlight (canción)
«Mister Moonlight» es una canción escrita por Roy Lee Johnson, aunque es más conocida por la versión de The Beatles, que apareció por primera vez en 1964 en el álbum Beatles for Sale en el Reino Unido y Beatles '65 en los Estados Unidos.

## Versiones
La primera grabación conocida de la canción fue la del pianista de blues The Red Piano, la grabó como "Dr. Feelgood and the Interns". Fue lanzada como lado B de un exitoso sencillo con menor ritmo (titulado "Dr. Feelgood") en 1962.
Otro grupo Beat que interpretó la canción fue The Hollies, grabaron y lanzaron su propia versión de la canción casi simultáneamente con la versión de The Beatles. 
Además, la canción fue también versionada por The Merseybeats en 1963. 

## Versión de The Beatles
The Beatles hicieron una versión de la canción en sus años de actuaciones en directo antes de que apareciera la grabación del álbum. Su grabación de la canción sigue siendo la versión más conocida, como vocalista a John Lennon, la clásica armonía Beatle, y un solo de órgano Hammond por Paul McCartney. 

### Grabación
The Beatles grabaron la canción en dos días distintos en 1964. El primer día fue el 14 de agosto, cuando se grabaron cuatro tomas (una y cuatro aparecen en Anthology 1). Se grabó de nuevo el 18 de octubre, de nuevo en cuatro tomas, en las dos últimas de las cuales McCartney toca el órgano Hammond.

### Personal
- John Lennon - voz, guitarra rítmica acústica (Gibson J-160e enchufada).
- Paul McCartney - armonía vocal, bajo (Höfner 500/1 63'), órgano (Hammond RT-3).
- George Harrison - armonía vocal, guitarra (Gretsch Tennessean).
- Ringo Starr - Batería (Ludwig Super Classic), toms.

Personal por The Beatles Bible.